# Teodoro I Paleologo
Teodoro I Paleologo, (in greco Θεόδωρος Α΄ Παλαιολόγος?, Theodōros I Palaiologos (1355 circa – 24 giugno 1407), fu despota della Morea dal 1383 fino alla sua morte.
Egli era il più giovane figlio sopravvissuto dell'imperatore bizantino Giovanni V Paleologo e della di lui moglie Elena Cantacuzena.

## Biografia

### Cattività ed attesa
Nel 1376 Teodoro I Paleologo, già denominato despota, fu incaricato dal padre Giovanni V di governare la Tracia, ma prima di poter assumere la carica in città, fu arrestato insieme al padre ed al fratello Manuele dal fratello maggiore Andronico IV. La prigionia durò dal 1376 fino al 1379. Subito dopo il ripristino della sovranità di Giovanni V, Manuele fu incaricato di governare Tessalonica e Teodoro fu trasferito finalmente nella Morea.
La Morea rimase nelle mani di Manuele Cantacuzeno, uno dei figli dell'imperatore Giovanni VI, anche dopo l'abdicazione di quest'ultimo nel 1354. Manuele morì nel 1380 e gli succedette il fratello più vecchio, l'ex co-imperatore Matteo Cantacuzeno (1325 – 1390), che si ritirò nel 1383. Per quel periodo Teodoro era stato già incaricato di governare la Morea (1382) però Matteo fu brevemente succeduto da uno dei suoi figli, forse Demetrio I Cantacuzeno (1343 – 1383). Teodoro I giunse in Morea nel 1383 e prese possesso della provincia.

### L'insediamento al potere
Il giovane despota diede inizio presto alle guerre per l'espansione della provincia. Le sue campagne militari furono quelle di maggior successo per l'impero bizantino, fin dalle operazioni di annessione dell'ampia regione della Tessaglia e dell'Epiro da parte del suo nonno paterno Andronico III Patologo all'inizio del XIV secolo. Per incrementare il potenziale umano del suo esercito, Teodoro incoraggiò lo stabilirsi di albanesi in Morea e li reclutò come soldati contro i locali proprietari terrieri, i possedimenti latini che circondavano la provincia e contro gli intrusi ottomani.
Il primo successo di Teodoro ebbe luogo nel 1388, subito seguito dalla conquista di Argo, ma intervenne la Repubblica di Venezia che prese il controllo di Argo, offrendo protezione anche a Patrasso.  Tuttavia il sultano Bayezid I stava incominciando ad espandere il suo controllo sui Balcani ed entrambe le rivali dovevano difendersi da una possibile invasione ottomana cosicché la controversia fu risolta con il suggello di un'alleanza militare fra la Morea e Venezia nel 1394. La nuova alleanza fu accompagnata dalla decisione di erigere un muro fortificato attraverso l'istmo di Corinto.

### La resistenza agli ottomani
Il genio militare di Teodoro divenne presto evidente. Egli non solo sconfisse la forza d'invasione ottomana ma contrattaccò conquistando Corinto nel 1395 ed Atene l'anno successivo. Le sue vittorie richiamarono l'attenzione di Bayezid I che, considerandolo un pericoloso nemico, decise di condurre personalmente l'azione militare contro di lui invadendo la Morea.
Diversamente dal fratello Manuele II, egli non accettò di sottomettersi e continuo a combattere. Quando vide che non sarebbe riuscito da solo ad impedire che Mistra e Corinto cadessero in mani turche, Teodoro offrì entrambe le città (Corinto nel 1397, Mistra nel 1400) ai Cavalieri Ospitalieri di Rodi: ciò assicurò la loro resistenza agli ottomani anche se al di fuori del suo diretto controllo.
Alla fine il suo modo di procedure ebbe successo. Bayezid I dichiarò il Peloponneso provincial ottomana ma non riuscì a stabilirvi il proprio controllo prima di chiudere la campagna militare e tornare nella sua capitale Edirne. Teodoro cercò subito di recuperare il controllo della Morea ed in gran parte delle sue precedenti conquiste ed i Cavalieri Ospitalieri gli restituirono anche le città di Mistra e Corinto, quando videro che le loro forze non erano più necessarie per mantenere sicura la zona nel 1404.

### Gli ultimi anni
Nel 1400 Bayezid I aveva rivolto le proprie attenzioni su Costantinopoli ed assediò la città. Manuel II tentò di fuggirne con gran parte della famiglia imperiale: egli si mise personalmente a cercare aiuto nell'Europa occidentale e nel frattempo lasciò la famiglia sotto la protezione di Teodoro. Questi sistemò i suoi illustri ospiti nella sua nuova capitale provinciale, Monemvasia.
Poco prima della sua morte Teodoro prese l'abito monastico con il nome di Teodoreto.
I problemi di successione causati dal suo decesso furono risolti allorché Manuele II nominò il proprio figlio minorenne Teodoro II Paleologo despota della Morea.

## Matrimonio e discendenza
Teodoro aveva sposato Bartolomea Acciaioli (1370 – 1397), una delle figlie di Neri I Acciaiuoli, Duca di Atene e di Signore di Tebe, Corinto, Megara e Platea, ma non sono noti figli della coppia.
Aveva una figlia illegittima che nel 1404 sposò Süleyman Çelebi, figlio del sultano ottomano Bayezid I e uno dei pretendenti al trono durante l'interregno ottomano.

## Ascendenza
|                         |                     |                    | Genitori                                 |  |  | Nonni |  |  | Bisnonni             |  |  | Trisnonni              |  |
|                         |                     |                    |                                          |  |  |       |  |  | Michele IX Paleologo |  |  | Andronico II Paleologo |  |
|                         |                     |                    |                                          |  |  |       |  |  | Michele IX Paleologo |  |  | Andronico II Paleologo |  |
|                         |                     | Anna d'Ungheria    |                                          |  |  |       |  |  | Michele IX Paleologo |  |  |                        |  |
| Andronico III Paleologo |                     |                    |                                          |  |  |       |  |  | Michele IX Paleologo |  |  |                        |  |
|                         |                     | Rita d'Armenia     | Leone III d'Armenia                      |  |  |       |  |  |                      |  |  |                        |  |
|                         |                     | Rita d'Armenia     | Leone III d'Armenia                      |  |  |       |  |  |                      |  |  |                        |  |
|                         |                     | Rita d'Armenia     | Keran d'Armenia                          |  |  |       |  |  |                      |  |  |                        |  |
| Giovanni V Paleologo    |                     | Rita d'Armenia     |                                          |  |  |       |  |  |                      |  |  |                        |  |
|                         |                     | Amedeo V di Savoia | Tommaso II di Savoia                     |  |  |       |  |  |                      |  |  |                        |  |
|                         |                     | Amedeo V di Savoia | Tommaso II di Savoia                     |  |  |       |  |  |                      |  |  |                        |  |
|                         |                     | Amedeo V di Savoia | Beatrice Fieschi                         |  |  |       |  |  |                      |  |  |                        |  |
| Anna di Savoia          |                     | Amedeo V di Savoia |                                          |  |  |       |  |  |                      |  |  |                        |  |
|                         |                     | Maria di Brabante  | Giovanni di Brabante                     |  |  |       |  |  |                      |  |  |                        |  |
|                         |                     | Maria di Brabante  | Giovanni di Brabante                     |  |  |       |  |  |                      |  |  |                        |  |
|                         |                     | Maria di Brabante  | Margherita di Fiandra                    |  |  |       |  |  |                      |  |  |                        |  |
| Teodoro I Paleologo     |                     | Maria di Brabante  |                                          |  |  |       |  |  |                      |  |  |                        |  |
|                         | Michele Cantacuzeno | …                  |                                          |  |  |       |  |  |                      |  |  |                        |  |
|                         | Michele Cantacuzeno | …                  |                                          |  |  |       |  |  |                      |  |  |                        |  |
|                         | Michele Cantacuzeno | …                  |                                          |  |  |       |  |  |                      |  |  |                        |  |
| Giovanni VI Cantacuzeno | Michele Cantacuzeno |                    |                                          |  |  |       |  |  |                      |  |  |                        |  |
|                         |                     | Angela Cantacuzena | …                                        |  |  |       |  |  |                      |  |  |                        |  |
|                         |                     | Angela Cantacuzena | …                                        |  |  |       |  |  |                      |  |  |                        |  |
|                         |                     | Angela Cantacuzena | …                                        |  |  |       |  |  |                      |  |  |                        |  |
| Elena Cantacuzena       |                     | Angela Cantacuzena |                                          |  |  |       |  |  |                      |  |  |                        |  |
|                         |                     | Andronico Asen     | Ivan Asen III di Bulgaria                |  |  |       |  |  |                      |  |  |                        |  |
|                         |                     | Andronico Asen     | Ivan Asen III di Bulgaria                |  |  |       |  |  |                      |  |  |                        |  |
|                         |                     | Andronico Asen     | Irene Paleologa                          |  |  |       |  |  |                      |  |  |                        |  |
| Irene Asanina           |                     | Andronico Asen     |                                          |  |  |       |  |  |                      |  |  |                        |  |
|                         |                     | Tarchanaiotissa    | Michele Ducas Glabas Tarchaneiotes       |  |  |       |  |  |                      |  |  |                        |  |
|                         |                     | Tarchanaiotissa    | Michele Ducas Glabas Tarchaneiotes       |  |  |       |  |  |                      |  |  |                        |  |
|                         |                     | Tarchanaiotissa    | Maria Ducaina Comnena Paleologa Branaina |  |  |       |  |  |                      |  |  |                        |  |
|                         |                     | Tarchanaiotissa    |                                          |  |  |       |  |  |                      |  |  |                        |  |